# Дадиани, Лионель Яковлевич
Лионе́ль Я́ковлевич Дадиа́ни (26 мая 1927, Тбилиси, СССР — 22 ноября 2012, Москва, Россия) — советский и российский правовед, историк и социолог, специалист по политической социологии, международному праву. Занимался изучением радикального национализма, шовинизма, ксенофобии, фашизма, политического экстремизма и терроризма. Кандидат юридических наук, доктор исторических наук, профессор.

## Биография
Родился 26 мая 1927 года в Тбилиси. Происходил из старинного грузинского княжеского рода Дадиани, правившего в Самегрело с 1691 по 1866 годы.
В 1945 году с золотой медалью окончил среднюю школу.
В 1950 году с отличием окончил юридический факультет МГИМО по специальности «Международное право».
В 1950-1953 годы — учился в аспирантуре МГИМО, где последние два года совмещал учёбу с преподавательской работой.
В 1953 году под научным руководством доктора юридических наук, профессора В. Н. Дурденевского защитил диссертацию на соискание учёной степени кандидата юридических наук по теме «Государственный строй Австрии».
В 1953—1962 годах — преподаватель, доцент МГИМО; в 1962—1966 годах — заведующий кафедрой международного права Университета дружбы народов имени Патриса Лумумбы; в 1966—1977 годах — заведующий сектором Института международного рабочего движения АН СССР; с 1977 года — главный научный сотрудник Института социологии РАН.
Заместитель председателя Комиссии по проблемам национальных отношений Российской ассоциации содействия ООН, член Международного комитета гражданской дипломатии, член правления Российской ассоциации дружбы, культурного и делового сотрудничества с республикой Грузия. Автор ряда книг и статей по проблемам демократии, прав человека и по национальному вопросу.
Член экспертного совета при Комиссии при Президенте Российской Федерации по противодействию политическому экстремизму, сотрудничал с Фондом защиты гласности, информационно-аналитическими центрами «Сова» и «Панорама».
Женат, отец двоих детей — Георгия и Светланы.

## Основные работы
Дадиани Л.Я. Критика идеологии и политики социал-сионизма. — М.: Мысль, 1986. — 351 с.